# Селото на реката
„Селото на реката“ (на нидерландски: Dorp aan de Rivier) е нидерландски драматичен филм от 1958 година, номиниран за Оскар за най-добър чуждоезичен филм през 1960 година.
Филмът описва поредица от случки в живота на село в Северен Брабант през XIX век, свързани с ексцентричния, но смел и упорит лекар, дошъл в селото от Фризия. Макар и уважаван от повечето селяни, той влиза в конфликт с кмета и е уволнен от службата си.

## В ролите
- Макс Кроисет като доктор Ван Таке
- Мари Дреселхуйс като госпожа Ван Таке
- Бернхард Дроог като Сис Ден Дове
- Ян Ретел като Тийс Ван Ерпен
- Ян Теулингс като кмета
- Ян Лемар като Вилем
- Ханс Каарт като Сиеф
- Херман Боубер като Нардие
- Тамара Гарсия като циганката
- Хюиб Оризанд като Пие
- Луис Ван Гастерен като Оом Ян
- Лу Геелс като полицая
- Франс′т Хоен като Дирк Ян

## Номинации
- Номинация за Оскар за най-добър чуждоезичен филм през 1960 година.
- Номинация за Златна мечка за най-добър филм от Международния кинофестивал в Берлин през 1959 година.